# Сироло
Сиро̀ло (на италиански: Sirolo, на местен диалект Sciròlo, Широло) е малко градче и община в Централна Италия, провинция Анкона, регион Марке. Разположено е на 125 m надморска височина. Населението на общината е 3986 души (към 2010 г.).